# Вукич, Звонимир
Зво́нимир Ву́кич (серб. Звонимир Вукић / Zvonimir Vukić; 19 июля 1979, Зренянин, СФРЮ) — сербский футболист, полузащитник.

## Клубная карьера

### Начало карьеры
Первым профессиональным клубом стал «Бегеж» из города Житиште, команда выступала в четвёртой лиги Сербии. Вукич сыграл в команде 28 матчей и забил 6 мячей. В 1996 году перешёл в «Пролетер» из родного города Зренянин. В команде провёл два сезона и сыграл 35 матчей в которых забил 3 мяча. Вскоре на него обратили внимание некоторые европейские команды: сербские «Партизан» и «Црвена Звезда» и немецкая «Арминия» из Билефельда. Вместе с «Арминией» он даже проводил тренировки и готов был подписать контракт.
Соглашение всё же подписал с «Атлетико Мадрид». Вукич думал, что будет играть за основной состав, но выступал за молодёжную команду. Дело по этому поводу рассматривалось в ФИФА и УЕФА и арбитражная комиссия подтвердила правоту клуба.
К сезону 1999/00 Вукич готовился вместе с основой «Атлетико», в одном из товарищеских матчей он получил травму, после которой не играл несколько месяцев. Всего «Атлетико B» Вукич сыграл 40 матчей и забил 4 гола.

### «Партизан»
В январе 2000 года перешёл в белградский «Партизан», хотя мог перейти в стан извечного соперника «Партизана» — «Црвену Звезду».

### «Шахтёр» (Донецк)
В июне 2003 года перешёл в донецкий «Шахтёр», подписав пятилетний контракт. Клуб за него заплатил 4,27 миллиона евро. В чемпионате Украины дебютировал в 1-м туре 12 июля 2003 года в выездном матче против запорожского «Металлурга» (0:3), Вукич начал матч в основе, на 24 минуте он забил гол в ворота Глущенко, на 70 минуте он покинул поле вместо Адриана Пуканыча.
По итогам газеты «Украинский футбол» на звание лучшего легионера в чемпионате Украины в 2003 году Вукич занял 3-е место, а по итогам газеты «Команда» Вукич занял 5-е место в списке лучшего футболиста первенства.
В июле 2005 года Вукич был выставлен на трансфер, однако Виктор Прокопенко заявил что он необязательно покинет состав клуба. Позже появилась информация о том, что Вукич может перейти в испанский «Кадис», на правах аренды с правом выкупа. Вскоре «Шахтёр» отказал «Кадису» в покупке, ожидая более приемлемого предложения, «Кадис» предложил полумиллиона фунтов. 25 августа 2005 года после квалификационного матча Лиги чемпионов с «Интернационале», в котором Вукич не принял участие Мирча Луческу заявил что Звонимир покинет команду.

#### Аренда в «Портсмуте» и «Партизане»
В конце августа 2005 года Звонимир был отдан в годичную аренду в английский «Портсмут». Вот что по поводу аренды сказал спортивный директор «Шахтёра» Виктор Прокопенко — Вукич игрок сборной Сербии и Черногории, эта сборная может участвовать на чемпионате мира 2006. Так как он редко попадает в основной состав «Шахтёр» было решено отдать его в аренду, для получения игровой практики.
В английской Премьер-лиге дебютировал 10 сентября 2005 года в выездном матче против «Эвертона» (0:1), Вукич вышел на 72 минуте вместо Лорана Робера, за оставшиеся время матче на нём один раз нарушили правила, а на 85 минуте он хорошо исполнил штрафной, но не смог забить Найджелу Мартину.

### «Москва»
Отыграл два сезона: 2008 и 2009. За 27 игр отличился 5 раз. После расформирования клуба покинул их стан.

### Возвращение в «Партизан»
31 января 2011 года подписал однолетний контракт с «чёрно-белыми», 9 января 2012 продлил его.

## Сборная
Вукич вошёл в 10-ку лучших футболистов Сербии и Черногории в 2004 году, по итогам опроса газеты «Спортски журнал».
В августе 2005 года вместе со сборной он принял участие в турнире памяти Валерия Лобановского. В полуфинале Сербия и Черногория проиграла Польше (3:2), а в матче за 3-е место уступила Украине (2:1).

## Достижения

### Командные
- Чемпион Сербии и Черногории (2): 2001/02, 2002/03
- Серебряный призёр чемпионата Югославии (1): 2000/01
- Обладатель Кубка Югославии (1): 2000/01
- Чемпион Украины (2): 2004/05, 2007/08
- Серебряный призёр чемпионата Украины (2): 2003/04, 2006/07
- Обладатель Кубка Украины (2): 2003/04, 2007/08
- Финалист Кубка Украины (2): 2004/05, 2006/07
- Обладатель Суперкубка Украины (1): 2005
- Чемпион Сербии (2): 2010/11, 2011/12
- Обладатель Кубка Сербии (1): 2010/11

### Личные
- Лучший бомбардир чемпионата Сербии и Черногории (1): 2002/03

## Личная жизнь
Во время отдыха на Мальдивах в декабре 2004 года он едва не погиб из-за случившигося в Индийском океане землетрясения. Летом 2005 года Звонимир женился.